# Indy Lights 1997
Indy Lights 1997 vanns av Tony Kanaan.

## Delsegrare
| Datum        | Bana           | Vinnare            |
| ------------ | -------------- | ------------------ |
| 2 mars       | Homestead      | David Empringham   |
| 13 april     | Long Beach     | Hélio Castroneves  |
| 27 april     | Nazareth       | Cristiano da Matta |
| 18 maj       | Savannah       | Hélio Castroneves  |
| 24 maj       | Gateway        | Lee Bentham        |
| 1 juni       | Milwaukee      | Clint Mears        |
| 8 juni       | Detroit        | Tony Kanaan        |
| 22 juni      | Portland       | Hideki Noda        |
| 20 juli      | Toronto        | Hélio Castroneves  |
| 3 augusti    | Trois-Rivières | Tony Kanaan        |
| 31 augusti   | Vancouver      | Cristiano da Matta |
| 7 september  | Laguna Seca    | Cristiano da Matta |
| 27 september | Fontana        | Clint Mears        |

## Slutställning
| Plats | Förare             | Poäng |
| ----- | ------------------ | ----- |
| 1     | Tony Kanaan        | 156   |
| 2     | Hélio Castroneves  | 152   |
| 3     | Cristiano da Matta | 141   |
| 4     | David Empringham   | 107   |
| 5     | Lee Bentham        | 88    |
| 6     | Chris Simmons      | 88    |